# Christopher Razis
Christopher Razis, auch unter dem Namen Christophoros Razis (griechisch Χριστόφορος Ραζής) bekannt (* 7. Juli 1989 in der Schweiz), ist ein zypriotisch-deutscher Basketballspieler.

## Laufbahn
Razis kam in der Schweiz als Sohn einer deutschen Mutter aus Schwaben und eines Vaters aus Zypern zur Welt. In der Saison 2008/09 gab er bei Keravnos Strovolou seinen Einstand in der ersten zypriotischen Liga und spielte mit dem Verein auch auf europäischer Ebene im Vereinswettbewerb EuroChallenge. Von November 2010 bis Saisonende 2010/11 lief er für einen anderen Erstligisten Zyperns, ENAD Ayiou Dometiou, auf.
2011 zog es Razis ins Heimatland seiner Mutter, er spielte für den Bundesligisten EWE Baskets Oldenburg, blieb dort aber Ergänzungsspieler und bestritt im Laufe der Saison 2011/12 19 Bundesliga-Einsätze mit einer mittleren Spielzeit von 3:22 Minuten je Partie. Er kehrte nach Zypern zurück, ehe er den griechischen Zweitligisten OFI Kreta verstärkte. Nach dem Ende der Saison 2013/14 wurde ihm die Auszeichnung als bester Neuling der zweithöchsten Spielklasse Griechenlands zuteil (vergeben vom Internetdienst eurobasket.com).
Im Januar 2015 verließ er Griechenland mit Ziel Thüringen und wechselte zu den Oettinger Rockets in die 2. Bundesliga ProA. Insbesondere in der Saison 2015/16 prägte er das Wirken der „Raketen“ als Spielmacher und gab im Schnitt pro Partie 4,3 Korbvorlagen – das war Mannschaftsbestwert. Darüber hinaus erzielte Razis bei einer mittleren Einsatzzeit von rund 23 Minuten je Begegnung (37 Spiele insgesamt) 5,2 Punkte pro Partie.
In der Saison 2016/17 gehörte er zum Aufgebot des griechischen Erstligisten AGO Rethymno und war dort Ergänzungsspieler. Im Juni 2017 wurde er vom SC Rasta Vechta (ProA) als Neuzugang verkündet. Razis wurde mit den Niedersachsen im Mai 2018 Meister der 2. Bundesliga ProA. Im Saisonverlauf kam er in 36 Spielen zum Einsatz und trug Mittelwerte von 2,9 Punkten und 2,3 Korbvorlagen bei.
Nach seinem Weggang aus Vechta stand Razis wieder in Diensten von AGO Rethymno sowie hernach erneut von Keravnos Strovolou. Im Sommer 2023 schloss er sich dem Viertligisten Anagennisi Rhodos in Griechenland an.

### Nationalmannschaft
Razis war zypriotischer U16-Nationalspieler und wurde 2008 erstmals in die A-Nationalmannschaft berufen.